# Награда Голубић
Награда Голубић је једна од две установљене награде које се додељују у оквиру књижевне манифестације Вељкови дани коју организује Градска библиотека "Карло Бијелицки" у Сомбору. 

## Историјат
Вељкови дани су књижевна манифестација посвећена српском писцу Вељку Петровићу. Од 2007. године када су одржани први Вељкови дани, додељује се награда "Вељкова голубица" српском писцу за целокупно приповедачко дело од изузетне уметничке вредности. Од 2010. године додељује се и награда "Голубић", као подстицај ђацима-приповедачима.
Награда "Голубић" се додељује за најуспелију причу ученика основних и средњих школа у Србији и у региону. Награду додељује Организациони одбор Вељкових дана и Градска библиотека "Карло Бијелицки" у Сомбору.
Награду "Голубић" чине:
- новчана награда,
- чланска карта Библиотеке и
- штампање књиге награђеног ученика у издању Сомборске библиотеке.

Награда се додељује од четвртих Вељкових дана, када је додељена за најуспелију причу ученика основних и средњих школа западнобачког округа, да би од петих Вељкових дана постала стална награда за коју се такмиче ученици свих школа у Србији и региону.

## Категорије
Награда "Голубић" се додељује у три категорије:
- У категорији ученика основних школа од првог до четвртог разреда,
- у категорији ученика основних школа од петог до осмог разреда и
- у категорији ученика средњих школа.

## Гран при Голубић
Осим награде која се доделе у набројане три категорије додељује се и специјална награда "Гран при Голубић", за најуспелију причу ученика основних и средњих школа. 

## Пропозиције "Голубића"
- слободна тема
- један аутор, једна прича